# 이집트 제1왕조
기원전 31세기 초에 나르메르(영어: Narmer)라는 왕(마네토가 기록한 메네스와 동일인물일 수도 있음)이 당시 남북으로 나뉘어 있던 고대 이집트 왕국을 통합하여 역사상 최초로 거대한 통일왕국을 건설하였다. 이집트 제1왕조의 수도는 멤피스(현재의 카이로 부근.)였었다. 그는 최초의 보편 종교라 할 수 있는 황소 신앙을 왕국 전역에 전파시켰다.
나르메르의 업적을 기록한 나르메르 팔레트를 보면, 나르메르가 몽둥이를 들고 적의 머리채를 잡은 채 그를 내려치려는 듯한 자세를 취한 모습을 볼 수 있다. 이러한 모습은 이집트 역사에서 군주의 정복 장면으로 끊임없이 재생산되며, 주변 문명권들도 나르메르의 이러한 자세를 되풀이해서 따라하게 된다.
나르메르의 상하이집트 통일 이후 그의 후손들이 세운 왕조가 훗날 '제1왕조'라 불리게 되며, 이집트 최초의 왕조이다. 제1왕조의 파라오들은 순장의 풍습이 있었고, 확실한 왕권을 구축하지는 못한 것으로 보인다.
워낙 오래전의 역사를 담고 있기 때문에 제1왕조에 대한 기록은 많이 남아있지 않지만, 마네토의 연대기와 여러 가지 유물, 파라오의 무덤에서 발견된 유적들을 토대로 어느 정도 재구성할 수 있다.

## 역대 파라오

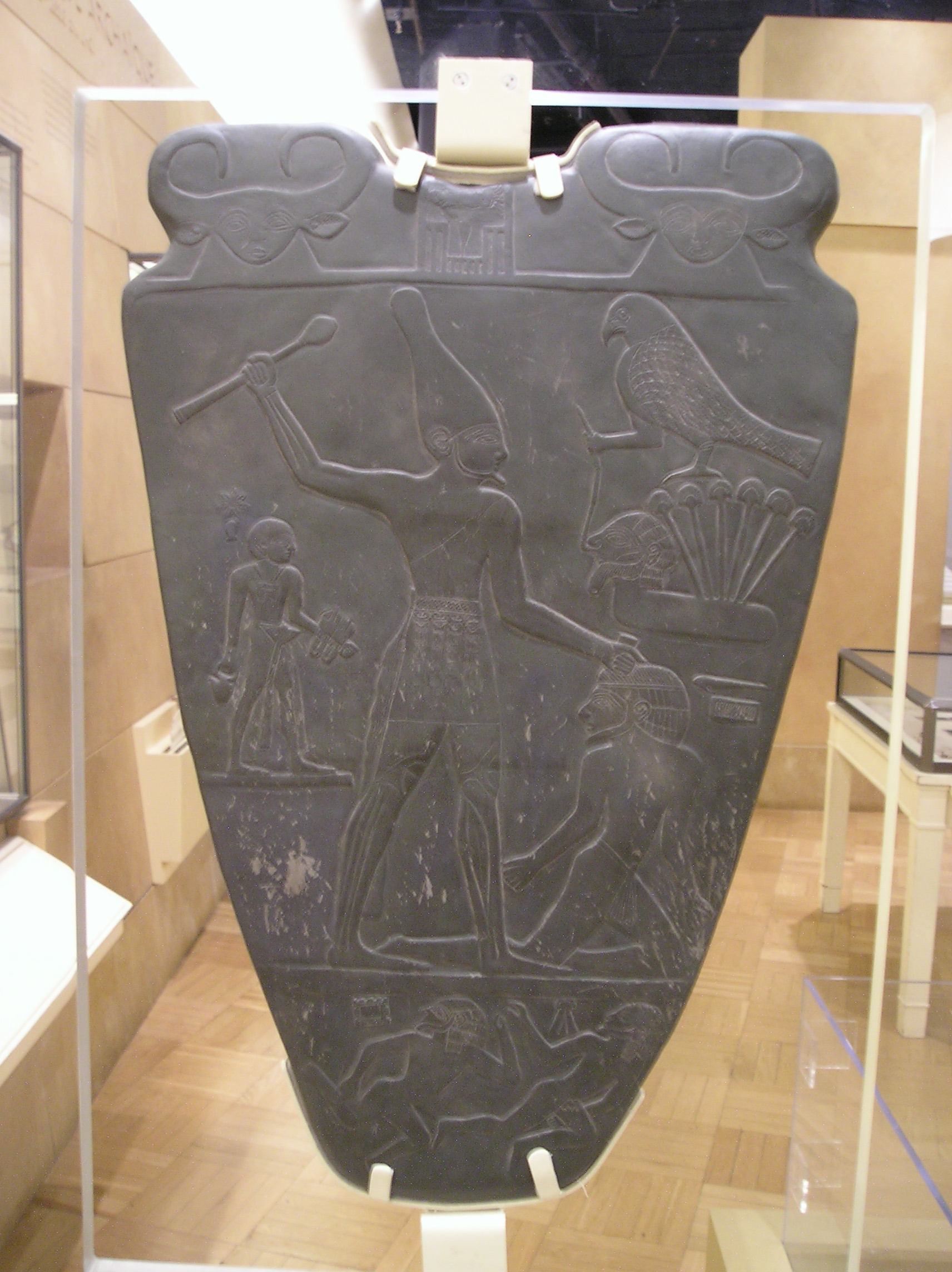
나르메르 팔레트.

- 나르메르 (재위기간 30년 이상) : 마네토가 기록한 메네스와 동일 인물로 추정될 수 있다. 상하이집트를 통일한 왕. 나르메르 전에 '전갈'이라는 왕이 있었다는 설이 있다. 수도인 멤피스를 건설했다.
- 호르-아하 : (기원전 3050년경) 나르메르의 아들로 추정되며, 통일 왕권을 확립하였다.
- 제르 (재위기간 57년) : (기원전 3050년경 ~ 기원전 2990년경)
- (메르네이트) : 제르의 왕비로 덴이 어렸을 때 섭정했을 가능성이 있다.
- 제트(기원전 2980년경)
- 덴 (재위기간 14~20년) : (기원전 2970년경)
- 아네지브 (재위기간 26년) : 후계자인 세메르케트와 갈등이 있었다.
- 세메르케트 (재위기간 9~18년)
- 카아 (재위기간 26년?)
- 네페르카 : 마지막 파라오

## 같이 보기
- 이집트 초기왕조

## 참고 문헌
- 피터 클레이턴(Peter Clayton) 저, 정영목 역, 《파라오의 역사》, 까치, 2004